# Oda Nagamasu
Oda Nagamasu (織田 長益?), también conocido por su nombre artístico Urakusai (有楽齋?  Provincia de Owari, 1547 - Kioto, 24 de enero de 1622) fue un señor feudal japonés (daimio) y maestro de ceremonia japonesa del té, activo desde el período Azuchi-Momoyama hasta principios del período Edo.

## Biografía
Fue miembro del poderoso clan Oda, siendo undécimo hijo de Oda Nobuhide y fue hermano menor de Oda Nobunaga, quien inició la unificación de Japón en las postrimerías de la era de guerras feudales Sengoku. 
En 1581, misioneros católicos habían llegado a la actual zona de Gifu con el fin de bautizar a cientos de japoneses. Si bien no hay registros directos de su conversión, de manera anecdótica se menciona que Nagamasu fue convertido al cristianismo, recibiendo el nombre portugués Joao, y que fue usado años después cuando fundó su escuela de ceremonia del té con el nombre Jo-an.
A pesar de su linaje familiar, Nagamasu fue conocido por su acervo cultural, llegando a estudiar las técnicas de preparación del té a través del maestro Sen no Rikyū, considerada una figura cumbre en la historia de la ceremonia japonesa del té. Con ese aprendizaje, Nagamasu usó la ceremonia como un rompehielos para lograr la paz entre las diferentes facciones samurái, sobre todo luego de la muerte de Nobunaga. Se le atribuye haber concertado en 1585 una reunión de té con Toyotomi Hideyoshi y Oda Nobukatsu, hijo y sucesor de Nobunaga, con fines de mediación. También se le considera haber mediado en 1586 un acuerdo de paz en una reunión de té entre Hideyoshi y Tokugawa Ieyasu, quienes venían pulseando por el control total de Japón.
Con la muerte de Hideyoshi, Nagamasu pasó a servir a Ieyasu y participó en la batalla de Sekigahara en 1600, que dio el control absoluto de Japón para el clan Tokugawa. Por su colaboración, Nagamasu recibió terrenos amplios en Edo (hoy Tokio). Hacia 1614, con el inminente sitio de Osaka, Nagamasu buscó mediar ante Ieyasu porque era el tío de Yodogimi, concubina de Hideyoshi. Al final, Nagamasu se retiró de Osaka a comienzos de 1615 y Ieyasu lanzó un ataque final donde los miembros del clan Toyotomi optaron por el seppuku.
Tras lo sucedido en Osaka, se mudó a Kioto y se retiró en el templo budista Kennin-ji. En 1618 se mudó a un nuevo complejo del templo llamado Shōdenin donde falleció unos años después.
Póstumamente, la zona donde estaban sus terrenos en Edo se convirtieron en el barrio tokiota de Yūrakuchō.

## Uraku-ryū
El legado que dejó Nagamasu con su técnica fue instituido a través de la escuela Uraku-ryū (有楽流?), que existe en la actualidad. En 1972 se construyó el jardín Urakuen, donde se sigue enseñando dicha técnica. Para Uraku, la principal cuestión sobre la ceremonia del té es la hospitalidad y comodidad de sus invitados; criticaba a los que practicaban la ceremonia sin ninguna comprensión o pensamiento sobre el acto.